# Monte Linzone
Il monte Linzone (Linsù in bergamasco) è una montagna delle Prealpi Bergamasche alta 1392 m. È circondata da boschi e la sua sommità è ricoperta da un ampio prato erboso. Il versante sud domina gli abitati di Palazzago ed Almenno San Bartolomeo, mentre il versante nord dà sulla valle Imagna. Per via della posizione di spicco sulla Pianura Padana diversi ripetitori sono stati piazzati al valico di Valcava, lungo la cresta che collega il Linzone al monte Tesoro. Subito sotto i ripetitori c'è una cava dove si estrae materiale per l'edilizia.

## Accessi
Il modo più semplice di raggiungere la vetta è quello di lasciare la macchina al valico di Valcava, prendere il sentiero 571 che costeggia i ripetitori e proseguire in cresta per circa 2 km fino alla croce senza difficoltà. Questo percorso è adatto ad ogni gamba, anche non allenata.
Un'altra via d'accesso assai frequentata prevede la risalita dal sentiero CAI 571 raggiungibile sia dal cimitero di Roncola San Bernardo che dal Parco Avventura di Roncola Alta. Il percorso inizia con una scarpinata lungo il sentiero roccioso fino al punto di decollo dei parapendii (1230 metri). Continuando a salire, si può scegliere la diramazione panoramica a sud oppure la "diretta" che prevede l'attraversamento di un piccolo ghiaione comunque privo di difficoltà escursionistiche. Superato questo breve tratto e giunti ai prati erbosi che caratterizzano la sommità del Linzone, si scorge la croce di vetta (1392 m), distante 10 minuti a piedi.
Si può anche salire dal selvaggio versante sud, partendo dall'ultima contrada della frazione Camutaglio (550 m) ed imboccando il sentiero che si impenna per la Val Calcarola. Percorsi diversi tornanti nel bosco, si giunge ad un bivio in corrispondenza di una baita, posta a circa 800 metri s.l.m. A questo punto si seguono le indicazioni per Colle d'Albenza - Monte Linzone, e si raggiunge la vetta entro circa 100 minuti. Quest'ultima traccia, decisamente poco battuta, può risultare ripida e stancante per chi non è allenato, ma rappresenta una valida scorciatoia alla vetta per gli abitanti del versante sud.

## Panorama
Dalla vetta si possono ammirare a sud la pianura Padana e gli Appennini, a sud ovest la porzione di arco alpino che va dalle Alpi Marittime al massiccio del Monte Rosa, i laghi di Garlate, Olginate, Annone e Pusiano e il Monte Resegone, a nord la valle Imagna, parte della Val Brembana (dal Pizzo dei Tre Signori al Pizzo del Diavolo di Tenda) e alcune vette della Valtellina, tra cui il monte Disgrazia e il Bernina, oltre che altre cime delle Orobie tra cui il Pizzo Arera e la Presolana.
Sul versante sud ed ovest si effettuano spesso lanci col parapendio e con il deltaplano visto che gli ampi prati rappresentano una pista di decollo ideale.
Il Monte Linzone è il primo rilievo prealpino che si erge abbondantemente oltre mille metri sopra la pianura antistante, per questo motivo rappresenta un ottimo punto panoramico. Il Laghetto del Pertus (1313 m) infatti è meta popolare fra gli appassionati di astronomia nelle notti di eclissi o stelle cadenti, inoltre il passo di Valcava (1340 m) è stato di recente battezzato "Il terrazzo della Lombardia".
Il monte Linzone è ben visibile da parecchi km di distanza per via della sua massiccia mole e della sua posizione avanzata nelle Prealpi Bergamasche. Nelle giornate di particolare limpidezza può essere avvistato persino dall'Appennino Tosco-Emiliano.

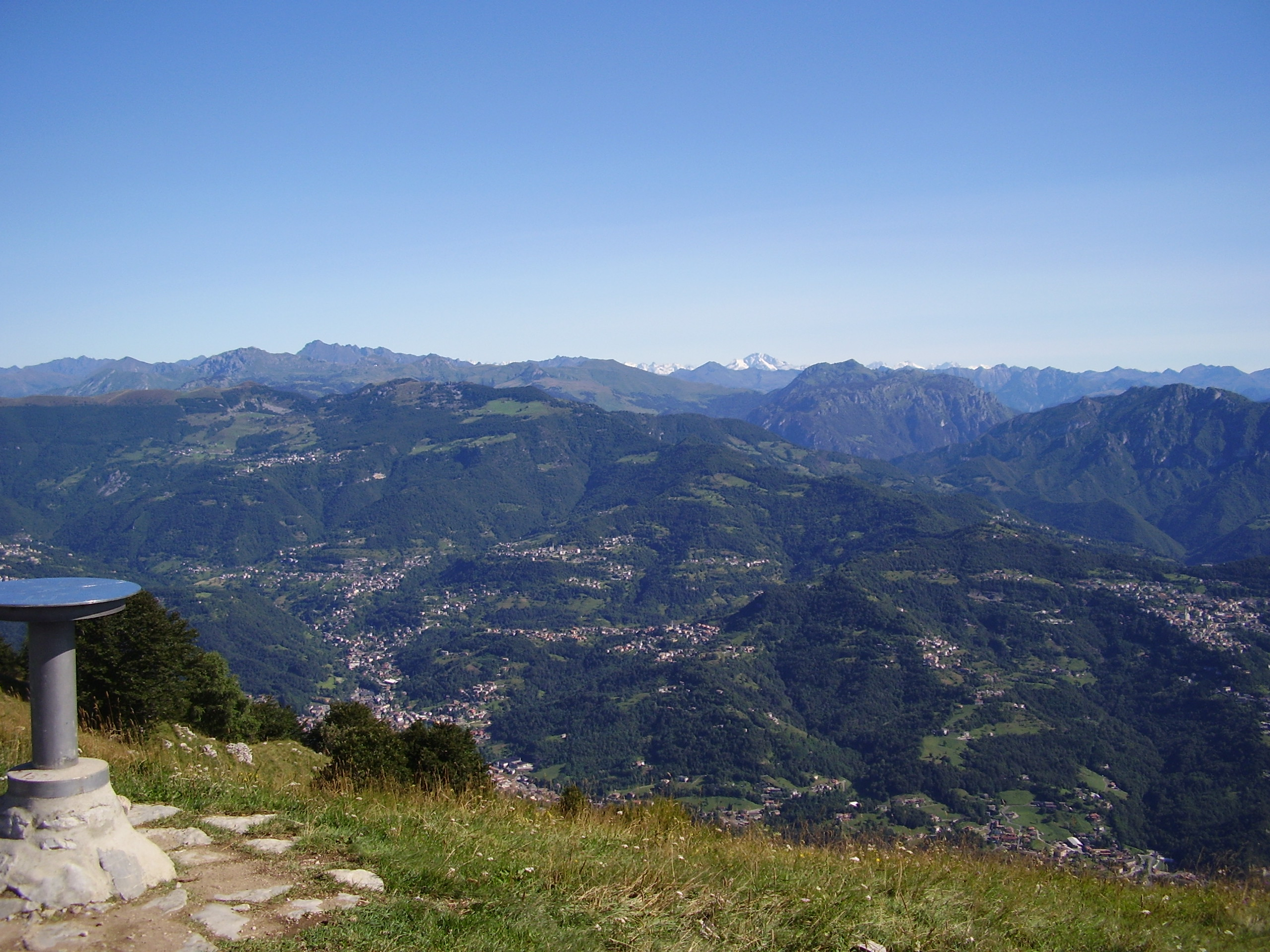
Monte Linzone visto da Palazzago
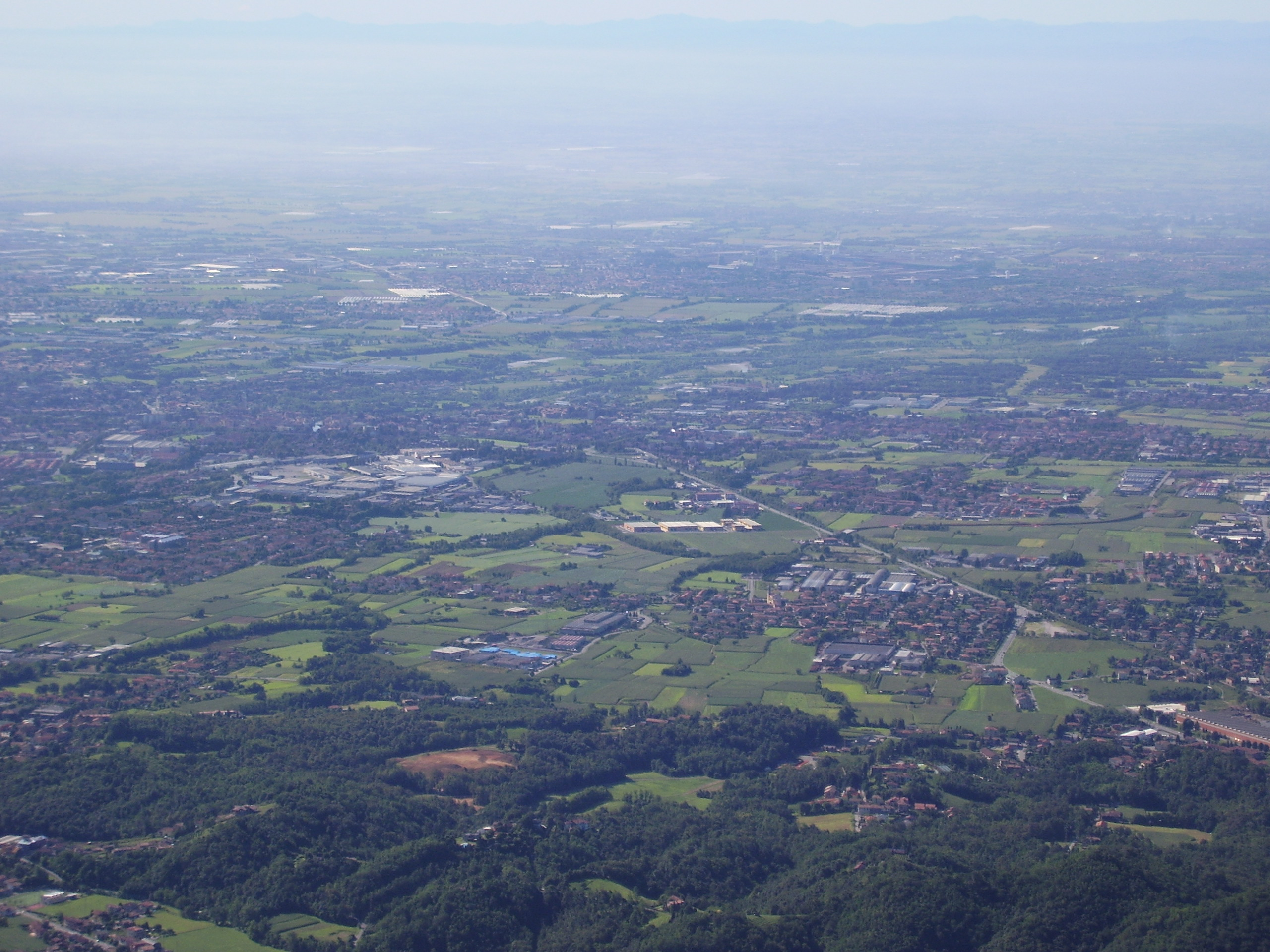
Dal Monte Linzone
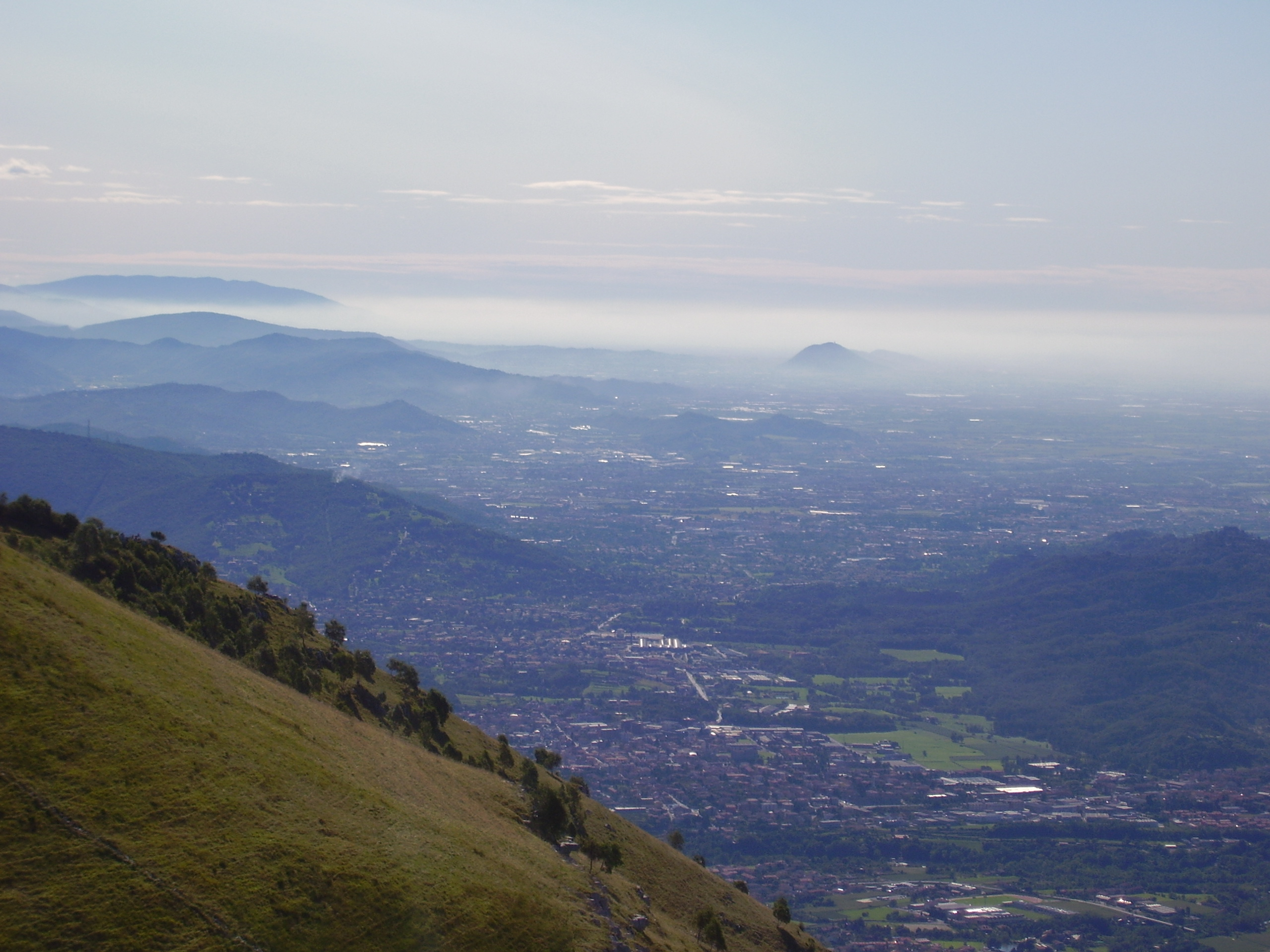
Bergamo dal Monte Linzone
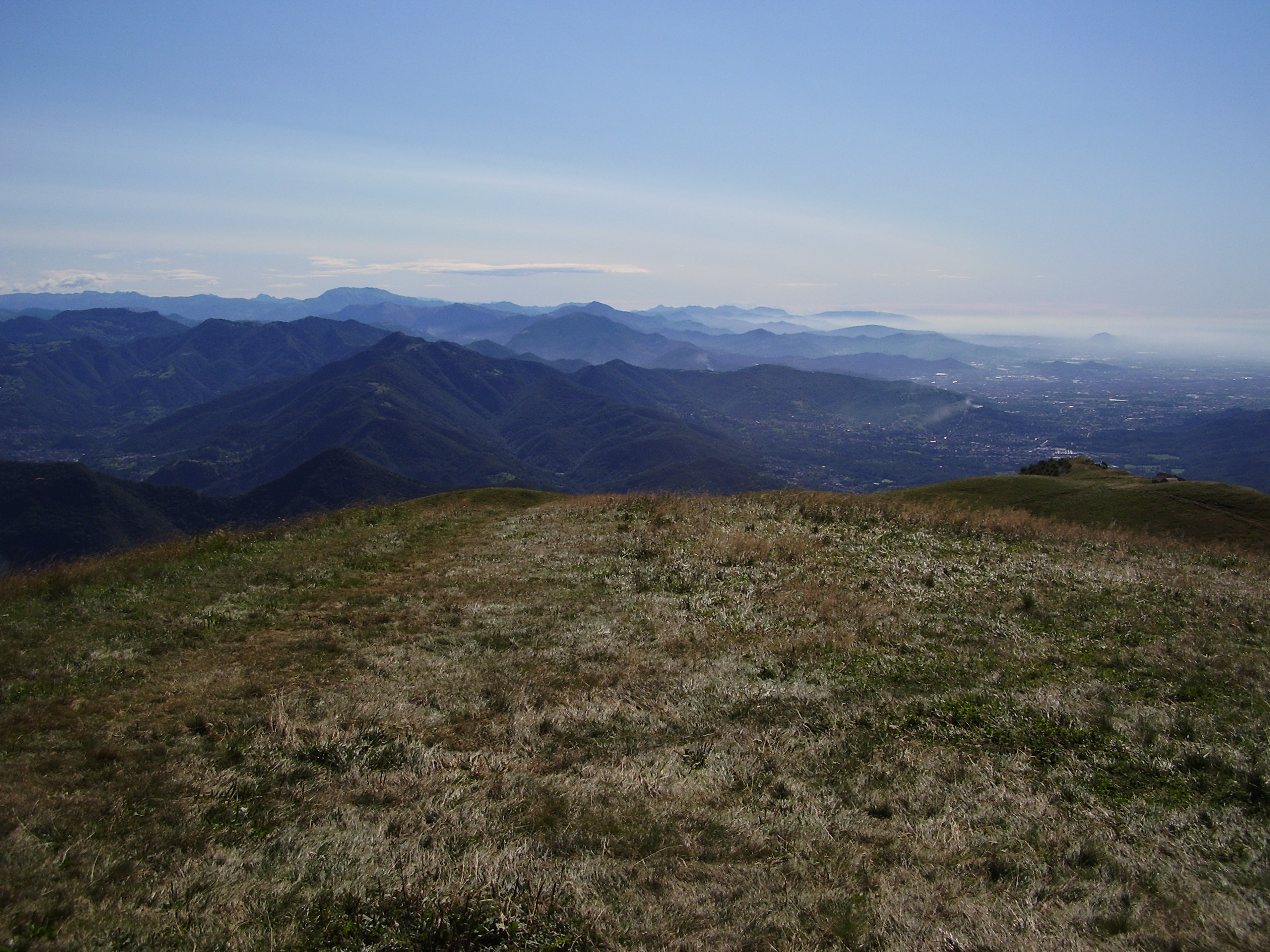
Canto alto dal Monte Linzone